# Cetina (tvornica tjestenine)
Cetina je tvornica tjestenine u Omišu. Postoji još od prije Drugog svjetskog rata. 1930-ih je bila najvećom tvornicom tjestenine na električni pogon ne samo u Hrvatskoj, nego u cijeloj ondašnjoj Jugoslaviji.
Za svoje je proizvode dobila brojne nagrade. Neke je dobila prije Drugog svjetskog rata:
- počasna diploma i zlatna medalja na Jadranskoj izložbi
- počasna diploma, zlatna medalja i zlatni križ na međunarodnoj izložbi u Liegeu, Belgija
- počasna diploma, zlatna medalja i zlatni križ na međunarodnoj izložbi u Parizu, Francuska
- počasna diploma i zlatna medalja na međunarodnoj izložbi u Solunu, Grčka